# Eduard Špehar
Eduard Špehar (1926.) je hrvatski književnik. Piše memoarsku prozu. 
U književnosti javio se dosta kasno. Autor je memoarske U ime naroda. Djelo odstupa od uobičajene memoaristike. Prvi dio knjige čine uspomena njegova oca Antona Špehara, dok drugi dio prikazuje sudbinu samog autora Eduarda. 